# Democrito (nome)
Democrito  è un nome proprio di persona italiano maschile.

## Varianti
- Femminili: Democrita[3]

### Varianti in altre lingue
- Albanese: Demokriti
- Catalano: Demòcrit[5]
- Danese: Demokrit
- Esperanto: Demokrito
- Francese: Démocrite
- Greco antico: Δημοκριτος (Demòkritos)[6]
- Inglese: Democritus[7]
- Islandese: Demókrítos
- Latino: Democritus[1][6]
- Lettone: Dēmokrits
- Lituano: Demokritas
- Norvegese: Demokrit
- Polacco: Demokryt
- Rumeno: Democrit
- Spagnolo: Demócrito[5]
- Tedesco: Demokrit
- Ungherese: Démokritosz

## Origine e diffusione
Continua il nome greco Δημοκριτος (Demòkritos), composto da δῆμος (demos, "popolo", oppure δημου, demou, "del popolo") e κριτής (kritḗs, "giudice", "critico"); il significato complessivo può essere interpretato come "giudice del popolo". Alcune fonti identificano invece il secondo elemento con κρῐτός (kritos, "scelto").
In Italia il nome gode di scarsissima diffusione.

## Onomastico
L'onomastico ricorre il 31 luglio, in memoria di san Democrito, martire a Sinnada, in Frigia, con i compagni Secondo e Dionigi.

## Persone
- Democrito, filosofo greco antico
- Democrito di Efeso, storico e antiquario greco antico